# Canton de Gouarec
Le canton de Gouarec est une ancienne division administrative française, située dans le département des Côtes-d'Armor et la région Bretagne.

## Composition
Le canton de Gouarec regroupait les communes suivantes :
- Gouarec ;
- Laniscat ;
- Lescouët-Gouarec ;
- Mellionnec ;
- Perret ;
- Plélauff ;
- Saint-Gelven ;
- Saint-Igeaux.

## Démographie
| 1962  | 1968  | 1975  | 1982  | 1990  | 1999  | 2006  | 2011  | 2012  |
| ----- | ----- | ----- | ----- | ----- | ----- | ----- | ----- | ----- |
| 5 250 | 4 787 | 4 435 | 4 264 | 3 903 | 3 736 | 3 783 | 3 668 | 3 643 |

## Histoire
- De 1833 à 1848, les cantons de Corlay, de Gouarec et de Mûr-de-Bretagne avaient le même conseiller général. Le nombre de conseillers généraux était limité à 30 par département[3].

## Représentation

### Conseillers généraux de 1833 à 2015
| Période                                  | Identité                                      | Parti                    | Qualité |
| ---------------------------------------- | --------------------------------------------- | ------------------------ | --- |
| 1833-1848                                | Eustache-Marie Ollitrault-Dureste (1794-1878) |                          | Propriétaire au Haut-Corlay                                                                                  |
| 1848-1869                                | Victor Daniel                                 |                          | Avocat, juge à Loudéac puis à Napoléonville                                                                  |
| 1869-1880                                | Hippolyte Daniel                              | Républicain              | Juge d'instruction à Saint-Brieuc                                                                            |
| 1880-1902 (décès)                        | Pierre Marie Le Moign                         | Rad.                     | Président du comice agricole de Gouarec Député (1893-1898)                                                   |
| 1903-1907                                | Comte Édouard de Janzé                        | Conservateur             | Propriétaire du château des Forges des Salles à Perret                                                       |
| 1907-1913                                | Georges Louis Le Moign                        | Républicain Progressiste | Ancien juge à Gouarec                                                                                        |
| 1913-1917 (décès)                        | Comte Édouard de Janzé                        | Conservateur             | Propriétaire à Perret                                                                                        |
| 1917-1919                                | siège vacant                                  |                          | |
| 1919-1925                                | Emile Noël                                    | RG                       | Propriétaire à Gouarec                                                                                       |
| 1925-1937                                | Henry du Luart                                | Conservateur URD         | Propriétaire Maire de Perret                                                                                 |
| 1937-1940                                | William Loth                                  | Rad.                     | Ingénieur et industriel, propriétaire à Malestroit                                                           |
|                                          |                                               |                          | |
| 1945-1951                                | Mathurin Nicolas                              | PCF                      | Agriculteur à Plélauff                                                                                       |
| 1951-1958                                | Guillaume Breton                              | DVD                      | Médecin à Gouarec                                                                                            |
| 1958-1960 (décès)                        | Pierre Le Boulch (1898-1960)                  | DVD                      | Maire de Plélauff                                                                                            |
| 1960-1988 (décès)                        | Léon Launay                                   | PSU puis PS              | Aviculteur Maire de Saint-Gelven (1959-1986)                                                                 |
| 1988-2001                                | Toussaint L'Hermite                           | PS                       | Dessinateur détaillant en architecture Maire de Gouarec (1971-1983) Adjoint au Maire de Laniscat (1991-2001) |
| 2001-2008                                | Paul Guéguen                                  | UDF                      | Cultivateur Maire de Gouarec (1983-2006)                                                                     |
| 2008-2015                                | Michel André                                  | PS                       | Professeur du secondaire Maire de Saint-Gelven (2002-2016)                                                   |
| Les données manquantes sont à compléter. |                                               |                          | |

### Conseillers d'arrondissement (de 1833 à 1940)
Le canton de Gouarec appartenait à l'arrondissement de Loudéac jusqu'à sa disparition en 1926.
| Période                                  | Période      | Identité                       | Étiquette | Qualité |
| ---------------------------------------- | ------------ | ------------------------------ | --------- | --- |
| 1833                                     | 1848         | Étienne Mario (1792-1848)      |           | Directeur de forges, maire de Perret                                                                        |
|                                          |              |                                |           | |
| av.1856                                  |              | Pierre Le Moing                |           | Propriétaire à Goarec                                                                                       |
|                                          |              |                                |           | |
|                                          | 1897 (décès) | M. Raul                        |           | |
|                                          |              |                                |           | |
| 1904                                     | 1914 (décès) | Hippolyte Le Garfe (1877-1914) | Radical   | Huissier à Gouarec, Mort pour la France                                                                     |
| 1914                                     | 1919         | siège vacant                   |           | |
| 1919                                     | 1940         | Théodore Rault                 | RG        | Cultivateur, conseiller municipal de Laniscat                                                               |
| 1940                                     |              |                                |           | Les conseils d'arrondissement ont été suspendus par la loi du 12 octobre 1940 et n'ont jamais été réactivés |
| Les données manquantes sont à compléter. |              |                                |           | |